# Ciment naturel prompt
Le ciment naturel prompt, ou ciment prompt, est un deuxième type de ciment fabriqué après le liant antique. Apparu en France en 1827, il est particulièrement fin et moulable. 
Techniquement, c'est un ciment obtenu par une cuisson de 1 000 à 1 200 °C de pierre essentiellement calcaire contenant  naturellement de 23 à 30 % d'argile et dont la prise s'effectue en dix ou vingt minutes. Du fait du moindre degré de cuisson, son impact sur l’environnement est ainsi moindre par rapport à un ciment classique. 
La pierre à la sortie du four donne des grumes et non pas le clinker intermédiaire du ciment artificiel Portland. Le produit doit ensuite rester quelque temps à l'air,  pour absorber de l'humidité, puis être bluté (pulvérisé), conservé en silos et ensaché.

## Historique
Le ciment prompt est fabriqué depuis la fin du XVIIIe siècle. Il a longtemps été appelé ciment romain dans les pays anglo-saxons et d'Europe de l'Est malgré le fait que cette qualification commerciale était absolument impropre. Les grands producteurs étaient sur l'île de Sheppey en Grande-Bretagne et à Vassy, Pouilly et Grenoble (à La Pérelle, encore en activité) en France.
En France, le ciment prompt a longtemps été utilisé pour les infrastructures de transport - ponts et canaux - puis pour fabriquer des pierres factices de ciment moulé (de 1820 à 1920 environ). Il est aujourd'hui utilisé comme ciment à sceller, comme adjuvant naturel dans les enduits de chaux et pour fabriquer des moulages d'art. Dans la région de Grenoble, il est parfois employé pour concevoir des bétons esthétiques, car sa couleur ocre et non grise lui confère une patine remarquable avec le temps, et des bétons de chanvre en association avec la chaux.

## Qualités

### Résistance
La résistance est caractérisée par une classe de résistance normale (32.5, 42.5, 52.5) correspondant à la valeur minimale de la résistance à la compression à 28 jours, exprimée en MPa ; ou une classe de résistance au jeune âge (32.5 R, 42.5 R, 52.5 R), garantissant en plus une valeur de résistance à la compression à 2 jours (R comme rapide).

### Ecologie
En matière environnementale, le ciment prompt est un choix plus durable puisque sa fabrication nécessite moins d’énergie que celle du ciment classiques ; en effet, il est principalement composé de matériaux naturels et génère une quantité moindre de CO2 lors de sa production.